# Distrito electoral de Du Quoin n.º 4
Du Quoin No. 4 (en inglés: Du Quoin No. 4 Precinct) es un distrito electoral ubicado en el condado de Perry en el estado estadounidense de Illinois. En el Censo de 2010 tenía una población de 845 habitantes y una densidad poblacional de 14,89 personas por km².

## Geografía
Du Quoin n.º 4 se encuentra ubicado en las coordenadas 37°58′55″N 89°17′32″O / 37.98194, -89.29222. Según la Oficina del Censo de los Estados Unidos, Du Quoin n.º 4 tiene una superficie total de 56.77 km², de la cual 55.79 km² corresponden a tierra firme y (1.72%) 0.97 km² es agua.

## Demografía
Según el censo de 2010, había 845 personas residiendo en Du Quoin n.º 4. La densidad de población era de 14,89 hab./km². De los 845 habitantes, Du Quoin n.º 4 estaba compuesto por el 87.69% blancos, el 7.22% eran afroamericanos, el 1.18% eran amerindios, el 0.59% eran asiáticos, el 0.12% eran isleños del Pacífico, el 0.71% eran de otras razas y el 2.49% pertenecían a dos o más razas. Del total de la población el 1.07% eran hispanos o latinos de cualquier raza.